# Mezquital Chila Pérez
Mezquital Chila Pérez är en ort i Mexiko.   Den ligger i kommunen Tantoyuca och delstaten Veracruz, i den sydöstra delen av landet, 240 km norr om huvudstaden Mexico City. Mezquital Chila Pérez ligger 131 meter över havet och antalet invånare är 226.
Terrängen runt Mezquital Chila Pérez är platt. Runt Mezquital Chila Pérez är det ganska tätbefolkat, med 60 invånare per kvadratkilometer. Närmaste större samhälle är Tantoyuca, 12,2 km sydväst om Mezquital Chila Pérez. Trakten runt Mezquital Chila Pérez består till största delen av jordbruksmark.